# Slik (landvorm)

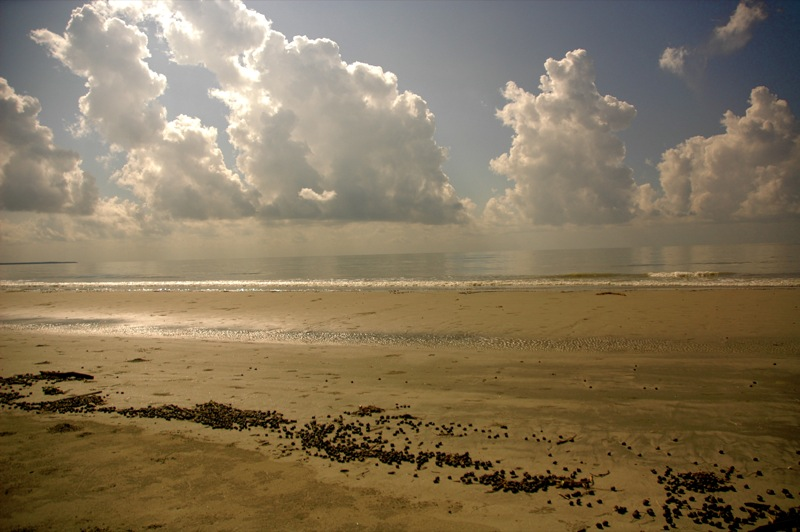
Slikken in de Sundarbans van Bangladesh

Een slik is een droogvallende plaat in een getijdengebied. Slikken vallen droog bij laagwater en lopen onder water bij hoogwater. Slikken komen in België voor in Het Zwin en de IJzermonding bij Nieuwpoort en in Nederland in de Zeeuwse en Zuid-Hollandse delta en in de Waddenzee. 
In deze zin heeft slik vrijwel dezelfde betekenis als wad. Met slik kan ook de modderige (niet de zandige) grond bedoeld worden die vaak op de droogvallende platen te vinden is. In die zin is het dus een grondsoort. 
Slikken worden tweemaal per etmaal overspoeld. Dan bezinken er kleine deeltjes die in het zeewater zweven. Deze laag wordt snel slecht doorlaatbaar waardoor het interstitiële water al vanaf enkele millimeters onder het oppervlak niet meer ververst wordt en er snel zuurstofloosheid optreedt. Er vormt zich een zwarte laag als gevolg van het onder zuurstofloze omstandigheden rotten van dode resten van wieren en andere organismen. De zwarte laag stinkt als rotte eieren, als gevolg van het waterstofsulfide dat bij anaerobe rotting wordt gevormd. In deze slibafzetting kunnen planten niet gedijen.
Het onderscheid tussen slikken en schorren (of kwelders) is dat slikken bij (bijna) elk hoogwater onder water staan en schorren alleen bij hoog springtij. Hierdoor zijn slikken, in tegenstelling tot schorren, onbegroeid. Desalniettemin komt er veel leven voor op slikken, met name waterdieren die zich verbergen in het zand. Deze vormen een rijke voedselbron voor vogels. 

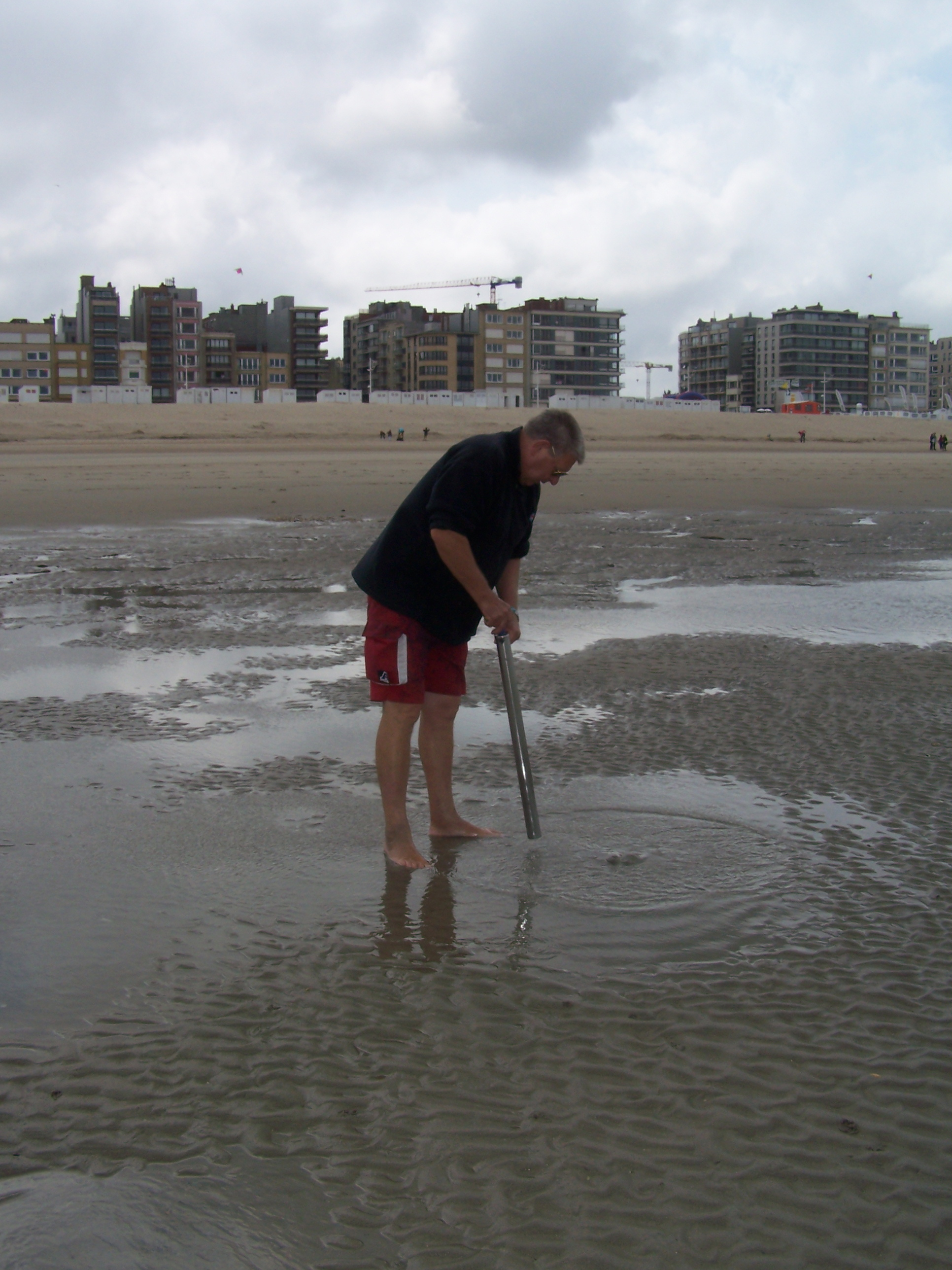
Visser die wadpieren zoekt

Slikken worden bezocht door pierenstekers die op zoek gaan naar zeepieren om deze te gebruiken als aas, door de slikgrond om te scheppen.